# Bihardancsháza, Hajdú-Bihar
Bihardancsháza  este un sat în districtul Püspökladány, județul Hajdú-Bihar, Ungaria, având o populație de 187 de locuitori (2011). 

## Demografie
Componența etnică a satului Bihardancsháza
     Maghiari (100%)
Componența confesională a satului Bihardancsháza
     Reformați (55,61%)
     Fără religie (2,14%)
     Necunoscută (42,25%)
Conform recensământului din 2011, satul Bihardancsháza avea 187 de locuitori. Din punct de vedere etnic, majoritatea locuitorilor (100,0%) erau maghiari.  Din punct de vedere confesional, majoritatea locuitorilor (55,61%) erau reformați, cu o minoritate de persoane fără religie (2,14%). Pentru 42,25% din locuitori nu este cunoscută apartenența confesională.